# M-77 Oganj
M-77 Oganj  je jugoslavenski samohodni višecijevni lanser raketa čiji je razvoj trajao od 1968. do 1977. godine. Prototip je prvi put javno prikazan na vojnoj paradi 1975. godine, a serijska proizvodnja otpočela je pet godina kasnije.

## Opis
Višecijevni lanser raketa postavljen je na vozilo FAP-2026 BDS/A s posebno izvedenom platformom. Na zadnjem dijelu platforme ugrađen je lanser s 32 cijevi kalibra 128 mm, čije pokretanje po pravcu i elevaciji obavljaju elektromotori. Polje djelovanja po azimutu je 180°, a vrijeme neophodno za navođenje lansera je manje od 45 sekundi. Sustav za pokretanje po visini osigurava postizanje maksimalne elevacije od 50° za manje od 70 sekundi. Za nivelaciju (dovođenje u vodoravni položaj) lansera koristi se posebni sustav, čiji je opseg rada +/– 6° po uzdužnoj i +/– 10° po poprečnoj osi, a vrijeme niveliranja po obje osi je oko 20 sekundi.
Pri gađanju i dopunjavanju lansera, sustav za oslanjanje vozila se isključuje pomoću četiri potporne stope. Vrijeme spuštanja stopa do maksimalnog položaja je manje od 18 sekundi.
Na prednjem dijelu platforme (iza kabine vozila) nalazi se punjač s 32 rezervne rakete. Punjač osigurava poluautomatsko punjenje lansirnih cijevi za nešto više od tri minute. Vrijeme potrebno za lansiranje dva punjenja (64 rakete) s istog vatrenog položaja iznosi 6,5 minuta.
Platforma s lanserom ima sklopiv sustav za zaštitu od meteoroloških utjecaja. Kada je zaštita navučena, vozilo M77 Oganj podsjeća na obični kamion, što doprinosi maskiranju i prikrivanju.
Za gađanje iz višecijevnog lansera raketa koriste se rakete M77, a razvijene su i rakete s kazetnom bojnom glavom s bombicama kombiniranog djelovanja i rakete s kazetnom bojnom glavom s protutenkovskim minama. U bojnu glavu razorne rakete ulijane su 2562 čelične kuglice mase 0,103 kg i 430 kuglica mase 0,443 kg. Dimenzije lijevka na cilju iznose 2,10 x 0,35 m. Raketni motor radi 1,82 s i za to vrijeme ubrza raketu do 750 m/s. Maksimalni domet je 21.000 m.
Za samoobranu od napada iz zračnog prostora, Oganj je naoružan protuzrakoplovnim mitraljezom kalibra 12,7 mm Browning M2HB ili M87 NSVT, postavljenim na krov kabine vozila. Za obranu od napada sa zemlje, posada uz osobno naoružanje na rasplaganju ima i ručni bacač M79 Osa.
Sustav M77 Oganj je korišten u ratnim sukobima na teritoriju bivše SFRJ.

## Modernizacija
Vojno-tehnčki institut iz Beograda započeo je 2011. godine rad na razvoju samohodnog modularnog višecijevnog lansera MORAVA koji je uspješno okončan 2015. godine, a na čijoj platformi vozila moguće je postaviti zasebno ili kombinirano lansere nevođenih raketa različitog kalibra.
Usporedno s tim radilo se na usavršavanju nevođene rakete „Grad 2000" dometa 40 km kao i na razvoju vođene protuoklopne rakete „Alas" čije uspјešno ispitivanje donijelo do rada na razvoju modularnog "LRSVM M-18 Oganj" koji će biti u stanju ispaljivati sve nevođene rakete različitog kalibra, ali i vođene rakete. Projektiran kao modularna, laka i univerzalana platforma vozila pogonske grupe 6x6 na kojoj je moguće postaviti zasebno ili kombinirano lansere 128 mm M-63 Plamen, 128 mm M-77 Oganj, 122 mm „Grad" i „Alas" i ispaljivati nevođene rakete „Plamen S" dometa 12,6 km, „M-77 Oganj" dometa 21 km i 122 mm „Grad 2000" dometa 40 km, kao i vođenu raketu „Alas" koristeći digitalizirane sustave i autonomni INS (inercioni navigacioni sistem). Osim toga, radi se na razvoju nevođene rakete dometa 50 km.

## Korisnici
- Bosna i Hercegovina: 20[nedostaje izvor]
- Hrvatska: 6[nedostaje izvor]
- Srbija: 60+(70)[nedostaje izvor][Što znači 60+70?]

## Poveznice
- M-96 Tajfun